# 쇠가마우지
쇠가마우지(학명: Phalacrocorax pelagicus)는 가마우지의 일종이자 겨울철새, 텃새이다. 몸길이 약 64 ~ 98cm, 몸무게 1.5 ~ 2.5㎏이며, 깃털은 검은색을 띄고 있으며 머리에는 녹색 광택이 난다. 바닷가의 암벽과 암초 지대에 둥지를 틀며, 한국에서는 동해안, 서해안, 독도에서 겨울을 나는 것으로 알려져 있다. 어류와 갑각류를 섭취하며 20 ~ 30마리 정도의 대규모 집단 서식을 한다. 겨울을 날 때에는 해마다 같은 장소를 이용한다. 한국뿐만 아니라 타이완, 일본, 캄차카반도, 사할린섬, 코만도르스키예 제도, 쿠릴 열도, 캘리포니아 등에 서식한다.